# フレディ・マッコイ
フレディ・マッコイ（Freddie McCoy、1932年11月29日 - 2009年9月27日）は、アメリカのソウル・ジャズ・ヴィブラフォン奏者。マッコイは1961年に、ジョニー・ハモンド・スミスとの演奏からキャリアを始め、音楽業界を去るまでに、プレスティッジ・レコードから7枚のアルバムと、1971年に短命だったコブルストーン・レコードから1枚のアルバムをリリースした。
マッコイは、2009年9月に76歳で亡くなった。

## ディスコグラフィ

### リーダー・アルバム
- Lonely Avenue (1965年、Prestige)
- 『スパイダー・マン』 - Spider Man (1965年、Prestige)
- Funk Drops (1966年、Prestige)
- Peas 'n' Rice (1967年、Prestige)
- Beans & Greens (1967年、Prestige)
- Soul Yogi (1968年、Prestige)
- Listen Here (1968年、Prestige)
- Gimme Some! (1971年、Cobblestone)

### 参加アルバム
ジョニー・ハモンド・スミス 
- Stimulation (1961年、Prestige)
- Opus De Funk (1966年、Prestige) ※1961年録音